# Dolná Tižina
Dolná Tižina és un poble i municipi d'Eslovàquia que es troba a la regió de Žilina, al centre-nord del país.

## Història
La primera menció escrita de la vila es remunta al 1439.

## Demografia
| Godina             | 1994 | 2004   | 2014   | 2024    |
| ------------------ | ---- | ------ | ------ | ------- |
| Nombre de persones | 1207 | 1222   | 1326   | 1510    |
| Diferència         |      | +1,24% | +8,51% | +13,87% |

| Godina             | 2023 | 2024   |
| ------------------ | ---- | ------ |
| Nombre de persones | 1508 | 1510   |
| Diferència         |      | +0,13% |